# Мостовой, Александр Владимирович
Алекса́ндр Влади́мирович Мостово́й (род. 22 августа 1968, Ломоносов, Ленинградская область, РСФСР, СССР) — советский и российский футболист, полузащитник. Считается одним из лучших футболистов в истории сборной России.

## Биография
Родился в Ленинградской области, где отец проходил срочную армейскую службу. Владимир Мостовой познакомился с ленинградкой и вскоре женился на ней. Когда Александру исполнилось 3 года, всей семьёй переехали в подмосковную Лобню. Там его мать работала парикмахером, а отец играл в футбол.

### Первые шаги
Александр Мостовой считает, что страсть к футболу ему передалась от отца, который играл нападающим за подмосковную команду «Останкино». Футболом начал заниматься в школе ЦСКА, куда несколько раз в неделю добирался из Подмосковья. Тренеры сразу оценили талант юного игрока и готовы были отдать в главную команду ЦСКА, но Юрий Морозов от него отказался. Мостового в итоге отдали в «Красную Пресню» к Олегу Романцеву, откуда он попал в «Спартак» к Константину Бескову, хотя сразу не хотел принимать приглашение «красно-белых»:

Потому что в «Пресне» меня всё устраивало. Мне там доверяли, у меня получалось. И я не понимал, зачем какой-то пацан нужен такому клубу большому клубу, как «Спартак». Не верил, что не стану там лишним. Несколько раз даже сбегал. Тем более я занимался до этого в школе ЦСКА, а болел в детстве за киевское «Динамо».

## Клубная карьера

### Дебют в «Спартаке» (Москва)
Первый матч за основную команду сыграл против «Кайрата» 7 июня 1987 года, на стадионе «Динамо». Вышел на замену за пятнадцать минут до конца игры.
Сезон 1987

Первый гол за «Спартак» забил в матче чемпионата СССР с донецким «Шахтёром» (3:0). В первом сезоне отличился ещё пять раз. За восемнадцать проведённых игр забил шесть мячей. По окончании сезона 1987 года Александр Мостовой стал обладателем приза «Лучшему дебютанту» чемпионата СССР.
Жил на спартаковской базе. Соседями по номеру были вратари — сначала Ринат Дасаев, потом Станислав Черчесов. В команде освоился довольно быстро, но некоторое время был в тени Фёдора Черенкова. Как только Мостовой начал проявлять себя в «Спартаке», ЦСКА захотел вернуть футболиста назад. Руководство «Спартака» ответило отказом, на что поступила угроза забрать Мостового в армию. «Спартак» в первом же сезоне с Мостовым стал чемпионом.
В Кубке СССР 1987/88 сыграл пять матчей, но ни разу не отличился.
В Кубке Федерации футбола СССР сыграл 6 матчей: в финальном матче против харьковского «Металлиста» был заменён во втором тайме. Голов не забил.
В Кубке УЕФА 1987/88 дебютировал в матче против дрезденского «Динамо». В том матче сделал дубль. В 1/16 финала против бременского «Вердера» (4:1) забил первый гол команды. Ответную встречу спартаковцы проиграли 2:6.
Сезон 1988

В 1988 году в «Спартаке» обострились трения между ветеранами и старшим тренером. Мостовой сыграл 27 матчей, забил 3 гола.
В Кубке СССР 1988/89 сыграл 4 матча, в одном из которых отметился дублем. Это первый матч 1/16 финала дома против тернопольской «Нивы».
В Кубке Федерации футбола СССР сыграл 6 матчей. Забил гол в ворота московского «Динамо».
В Кубке европейских чемпионов 1988/89 Мостовой сыграл 4 матча: в 1/16 (против белфастского «Гленторана») и 1/8 (против румынского «Стяуа») финала, но отметился лишь одним предупреждением.
Сезон 1989

В чемпионском сезоне «Спартака» сыграл одиннадцать матчей, в которых забил три гола.
В Кубке СССР 1989/90 сыграл два матча, в которых ничем не отметился.
В Кубке УЕФА 1989/90 сыграл в обоих матчах против немецкого «Кёльна», но отличиться не смог. Серию «Спартак» проиграл: в гостях — 3:1 и дома — 0:0.
Сезон 1990

В чемпионате СССР Мостовой сыграл 23 матча и забил 9 голов. В седьмом туре сделал дубль в ворота харьковского «Металлиста» (счёт 6:0), причём один из голов он забил, сумев накрутить сразу шестерых противников. После игры он дал небольшое интервью корреспонденту передачи «Футбольное обозрение».
В Кубке СССР 1990/91 во втором матче 1/16 финала против рижской «Даугавы» отметился хет-триком (забил на 6, 25 и 60 минутах). Также отличился в обеих играх 1/8 финала с московскими динамовцами: 1:1 (в гостях, с пенальти) и 2:1 (дома, с игры). Итого в четырёх играх Мостовой забил 5 голов.
В Кубке европейских чемпионов «Спартак» дошёл до полуфинала, где по сумме двух встреч уступил марсельскому «Олимпику» — 2:5 (1:3 и 1:2, в Марселе забил на 58-й минуте с пенальти.). Незадолго до московского матча против «Олимпика» Мостовой совершил турне со «Спартаком» по Японии, предваряя визит Михаила Горбачёва. В Москву он вернулся за трое суток до матча против «Олимпика».
Сезон 1991

В чемпионате СССР провёл 27 матчей, забил 13 голов.
В Кубке СССР провёл одну игру против ашхабадского «Копетдага», в которой и отличился.
В споре лучших бомбардиров разделил 4—6 места (с Н. Сулеймановым и Д. Радченко).

### «Бенфика» (Португалия)
Мостовой рассматривал возможность перехода в «Байер 04», который был бы более выгодным в финансовом плане для «Спартака», но перешёл в лиссабонскую «Бенфику», где играли знакомые ему по «Спартаку» Василий Кульков и Сергей Юран. С клубом он подписал контракт в декабре 1991 года.
В чемпионате 1992/93 сыграл девять матчей, не забив ни одного гола.
В Кубке Португалии сыграл три матча и забил два гола. В 1/8 финала забил гол в ворота «Порту», а в 1/4 финала поразил ворота «Аморы».
В еврокубках сыграл три матча, в том числе два — с венгерским «Вац-Самсунг». Во втором матче отметился предупреждением.
Тренер клуба Томислав Ивич почти не давал Мостовому игрового времени. Во время подготовки к одному из матчей сборной России Мостовой, Юран и Кульков дали интервью корреспонденту газеты A Bola, в котором раскритиковали такой подход Ивича: клуб оштрафовал каждого игрока на 20 тысяч долларов. Вскоре Ивич ушёл, но сменивший его на посту Тони продолжал держать Мостового на скамейке запасных, что и повлияло на уход Александра из португальской команды.

### «Кан» (Франция)
Предсезонную подготовку к сезону 1993/94 прошёл в «Бенфике», но в официальных играх нового сезона так и не вышел. Вскоре игроку представился шанс перейти во французский клуб, куда ему помог перебраться португальский футбольный агент Паулу Барбоза. Несмотря на то, что «Кан» уступал в статусности «Бенфике», Мостовой согласился на переход и подписал контракт до конца сезона. В свою очередь, руководство клуба видело в Мостовом «спасателя», способного помочь команде выйти из опасной зоны вылета в низший дивизион.
В чемпионате Франции 1993/94 дебютировал в игре 20-го тура против «Лиона» и помог команде одержать победу со счётом 1:0. В матче против «Мартига» (4:1) забил два гола. Третий гол забил марсельскому «Олимпику» и вырвал у них победу. В том сезоне сыграл 15 матчей, клуб при этом поднялся с предпоследнего места в середину турнирной таблицы.
В Кубке Франции провёл одну игру.

### «Страсбур» (Франция)
По окончании сезона швейцарский тренер «Кана» Даниэль Жандюпё получил предложение от «Страсбурга». Он и уговорил Мостового перейти в новый клуб.
Сезон 1994/95

В чемпионате Франции сыграл 29 игр и забил 6 голов. Забил «Ницце» (в 5 и 23 турах), «Сошо» (дубль, в 13 туре), «Лиллю» (в 20 туре) и «Нанту» (в 33 туре).
В Кубке Франции провёл пять игр, забил один гол в полуфинальной игре против «Бордо».
Сезон 1995/96

В чемпионате Франции сыграл 32 игры и забил 9 голов.
В Кубке Франции три матча, забил один гол в игре против «Нима».
В Кубке Интертото и Кубке УЕФА сыграл 6 матчей, забил два гола. В финале Кубка Интертото Страсбур встречался с австрийским «Тиролем». Мостовой забил гол в ответной игре финала. Остальные — в Кубке УЕФА, в том числе два — с венгерским «Уйпештом» и два с итальянским «Миланом» во главе с Роберто Баджо. Гол забил Мостовой в ответной встрече и «Уйпешту».

### «Сельта» (Испания)
В 1996 году заключил контракт с испанской «Сельтой», в которой отыграл восемь лет. Дебютировал в матче против «Реал Бетис» 22 сентября.
Один из первых россиян—капитанов иностранных команд. В 2001 году болельщики «Сельты» инициировали сбор средств на изготовление памятника Мостовому, получив согласие на его установку от мэра города Виго Хосе Кастрильо.
Со слов Мостового, его несколько раз пытались подписать из «Сельты»:

Меня приглашали «Реал» и «Ливерпуль», у меня был подписан предварительный контракт с «Ювентусом», который искал десятого номера на место получившего травму Дель Пьеро. Но «Сельта» всякий раз запрашивала большие деньги, да и я не всегда был готов к переезду. И в итоге не сложилось. Я жалею об этом, но что поделать.

Сезон 1996/97

В чемпионате Мостовой отыграл 31 матч и забил 5 голов. Среди команд, которым забивал были: «Депортиво», «Эркулес», «Овьедо», «Эспаньол» и «Вальядолид».
В Кубке Испании сыграл 6 матчей. Забил один гол в ворота «Расинга».
«Сельта» закончила сезон на 16 месте в Примере.
Сезон 1997/98

В чемпионате Мостовой отыграл 33 матча и забил 8 голов: «Саламанке» (дубль), «Валенсии», «Расингу», «Депортиво», «Барселоне», «Реалу» (дубль).
В Кубке Испании сыграл 6 матчей. Забил один гол в ворота Мальорки.
Сезон 1998/99

В чемпионате отыграл 32 матча и забил 6 голов: «Барселоне», «Эстремадуре» (дубль), «Валенсии», «Расингу» и «Реалу» (дубль).
В Кубке Испании участия не принимал.
По результатам сезона-1997/98 (6 место) «Сельте» удалось попасть в еврокубки. Мостовой в семи матчах Кубка УЕФА сумел отличиться трижды: во втором матче 1/16 финала он забил гол в ворота английской «Астон Виллы» (счёт 3:1), в первом матче 1/8 финала Мостовой сравнял счёт, поразив в начале второго тайма в ворота английского «Ливерпуля» (3:1), а в 1/4 финала он забил гол в ворота французского «Олимпика» (2:1).
Бывший капитан английского «Ливерпуля» Джейми Каррагер, комментируя инцидент с участием защитника «Манчестер Юнайтед» Джонни Эванса и форварда «Ньюкасла» Паписса Сиссе, заявил, что за всю карьеру в него плевали только один раз — и сделал это экс-полузащитник сборной России по футболу и испанской «Сельты» Александр Мостовой. Это произошло в 1998 году во время матча Кубка УЕФА с «Сельтой» из Виго.
Сезон 1999/2000

В чемпионате Мостовой отыграл 32 матча и забил 6 голов.
В Кубке Испании сыграл один матч. Голов не забил.
После 5 места в сезоне-1998/99 «Сельта» снова играла в Кубке УЕФА, и вновь Мостовой с компанией добрался до четвертьфинала. По пути были повержены: швейцарская «Лозанна» (4:0 и 2:3), греческий «Арис» (2:2 и 2:0), португальская «Бенфика» (7:0 и 1:1), итальянский «Ювентус» (1:0 и 4:0). Проиграли только французскому «Лансу» (1:2 и 0:0). Во всех этих матчах активное участие принял Александр. В этом розыгрыше он отличился дважды: забил четвёртый гол во втором матче 1/64 финала в ворота «Лозанны» (4:0)) и седьмой в первом матче 1/8 финала в ворота Бенфики
Сезон 2000/01

В чемпионате отыграл 30 матчей и забил 10 голов.
В Кубке Испании сыграл 6 матчей. Голы забил «Барселоне» (полуфинал) и «Сарагосе» (финал).
Став 7-ми в сезоне 1999/2000, галисийцы впервые сыграли в Кубке Интертото и выиграли этот турнир. В двухматчевом противостоянии в финале была одержана победа над петербургским «Зенитом» (2:1 — дома и 2:2 — в гостях). В первом матче на «Балаидосе» Мостовой вышел на замену вместо Куньяго, а во втором, на «Петровском», полузащитник был заменён на Хесули. По ходу ответной встречи болельщики «Зенита» освистывали Мостового и игравшего в той же команде Валерия Карпина.
В Кубке УЕФА Мостовой принял участие в 7 матчах, забил два гола: второй гол в ворота «Штутгарта». и третий гол в ворота «Барселоны». В ответном матче против каталонцев Мостовой поучаствовал во всех четырёх голах своей команды: два последних забил сам (первый из них не был засчитан, а второй — на 92 минуте), первый гол забил с его подачи Катанья, а второй — с пенальти за снос Мостового забил Густаво Лопес.
Сезон 2001/02

В чемпионате отыграл 30 матчей и забил 10 голов.
В Кубке Испании участия не принимал.
Четвёртое подряд выступление «Сельты» в еврокубках получилось самым коротким и самым провальным. В стартовом для испанцев этапе была повержена оломоуцская «Сигма» (4:0 и 3:4). Из четырёх матчей команды в Кубке УЕФА Александр Мостовой принял участие в первом матче 1/32 финала 18 октября 2001 против либерецкого «Слована», в котором сделал хет-трик. В ответном матче он не принимал участия, в котором верх одержал «Слован» — 3:0.
По окончании сезона Мостовой выразил желание покинуть команду как можно скорее, объяснив это неудовлетворённостью результатами клуба: он успешно играл против лидеров чемпионата, но терпел часто неудачи в матчах с аутсайдерами: по его мнению, из-за подобных очковых потерь «Сельта» упустила путёвку в Лигу чемпионов в конце сезона.
Сезон 2002/03

В чемпионате Мостовой отыграл 26 матчей и забил 6 голов. Среди команд, которым забивал Александр были: «Рекреативо» (дубль), «Бетис», «Реал», «Реал Сосьедад». В частности, весной 2003 года Мостовой забил мадридскому «Реалу» гол головой, а два его удара в ворота клуба «Реал Сосьедад» не позволили тому догнать мадридцев.
В Кубке Испании участия не принимал.
В розыгрыше Кубка УЕФА Мостовой выводил команду в роли капитана. Сыграл 5 матчей и забил один гол: в ворота норвежского «Викинга» (1:1).
Сезон 2003/04

В чемпионате отыграл 24 матча и забил 6 голов.
В Кубке Испании сыграл 2 матча. Голов не забил.
В первом для «Сельты» сезоне в Лиге чемпионов Мостовой провёл 8 матчей и забил 2 мяча. Автор первого гола команды в турнире (в первом матче со «Славией»). Во втором матче с чехами получил два «горчичника» и был удалён с поля. Сыграл оба матча против пражской «Славии» (3:0 и 0:2), также по два матча против голландского «Аякса» (3:2 и 0:1) и английского «Арсенала» (2:0 и 2:3) и по одному матчу — с «Брюгге» (1:1) и «Миланом» (0:0). Второй гол он забил в ворота бельгийского «Брюгге».

### Завершение карьеры
После чемпионата Европы 2004 года Александр Мостовой планировал перейти в московское «Динамо», однако скандальное отчисление из сборной России закрыло ему дорогу в московский клуб.
В разгар сезона 2004/2005 Мостовой подписал контракт с «Алавесом», выступавшим в Сегунде. В единственной игре с «Кадисом» (1:3) он вышел на замену и забил мяч со штрафного, а позже покинул команду и завершил карьеру игрока.

## Карьера в сборных
В 1990 году Мостовой в составе сборной СССР стал чемпионом Европы среди молодёжных команд: в финале была обыграна сборная Югославии.
30 октября 1990 года Мостовой дебютировал за сборную СССР в товарищеском матче против итальянского «Саронно», выйдя на замену на 46-й минуте и сменив Вадима Тищенко.
28 августа 1991 года в матче против сборной Норвегии Мостовой забил победный гол, который обеспечил сборной СССР (позже сборной СНГ) выход на чемпионат Европы 1992 года. Однако на самом турнире Мостовой не сыграл из-за проблем со здоровьем.

### Чемпионат мира 1994
Мостовой был одним из тех футболистов сборной России, кто поставил свою подпись под «Письмом четырнадцати», составленным после игры 17 ноября 1993 года против Греции (поражение 0:1). Подписание письма грозило ему непопаданием в заявку сборной на чемпионат мира 1994 года, однако в начале мая 1994 года он отозвал свою подпись и вернулся в сборную, из-за чего на два года рассорился со своим лучшим другом Игорем Шалимовым. На чемпионате мира он провёл только один матч против Швеции, закончившийся поражением 1:3 — в интервью журналисту Сергею Микулику главный тренер той сборной Павел Садырин критиковал свою команду, отмечая, что ни травмировавшийся по ходу встречи Дмитрий Попов, ни заменивший его Валерий Карпин, ни Александр Мостовой не смогли препятствовать шведским подачам с флангов.

### Чемпионат Европы 1996
На чемпионате Европы 1996 года в игре против Германии Александр Мостовой не реализовал стопроцентный голевой момент в первом тайме, а во втором немцы забили три безответных мяча. В третьем туре в игре против Чехии Мостовой при счёте 0:2 отыграл один гол (итоговая ничья 3:3). По ходу турнира у Мостового возник конфликт с тренерским штабом Олега Романцева.

### Отборы на чемпионат мира 1998 и чемпионат Европы 2000
29 марта 1997 года гостевая игра сборной России против Кипра в рамках отборочного цикла к чемпионату мира 1998 года завершилась сенсационной ничьей 1:1. В самом конце матча Александр Мостовой умудрился не попасть в ворота из выгодной позиции: он наносил удар головой с ближней дистанции в дальний угол, однако мяч отскочил от газона и прошёл мимо ворот. Мостового обвиняли в умышленном промахе, хотя он неоднократно говорил, что сделал это ненарочно. Однако сборная попала под такой шквал критики, что игравшие в той встрече Валерий Карпин и Александр Мостовой перестали вызываться в команду: на оставшиеся игры отборочного цикла главный тренер сборной Борис Игнатьев не вызывал Мостового, а тот смотрел матчи только как зритель, но был убеждён, что мог бы помочь команде, если бы его вернули. По словам Мостового, до решающих встреч отборочного цикла он считал, что у Игнатьева были игроки, способные заменить Мостового в сборной. Борис Петрович утверждал, что не собирался изгонять ни Мостового, ни отказавшегося вместе с ним от игр Валерия Карпина, однако не смог вернуть их в команду. Даже перед стыковыми матчами против Италии (домашняя ничья 0:0 и гостевое поражение 0:1) Мостовой не был вызван в сборную: по мнению Игнатьева, у игрока не было запаса скорости.
В следующий раз его вызвали в сборную только через полтора года при Анатолии Бышовце, на августовский товарищеский матч 1998 года против Швеции. Бышовец руководил сборной в 6 матчах, однако команда проиграла все эти встречи, за что Бышовец был отправлен в отставку: к этому привели не только радикальные изменения в составе, осуществлённые Бышовцем, но и оборонительная тактика, которой он традиционно придерживался в матчах. В игре отборочного турнира к чемпионату Европы 2000 года против Украины Александр Мостовой вышел только в середине второго тайма при счёте 0:2 — он отдал две голевые передачи на Евгения Варламова и Виктора Онопко, но Россия проиграла 2:3. По словам Бышовца, у Мостового была травма, из-за которой он не мог играть весь матч. В то же время сам игрок утверждал, что тренер дал ему рекомендацию играть не больше одного тайма, но ни после перерыва, ни до самого финального свистка он не испытывал болей, а с его повреждением он мог гипотетически сыграть и все 90 минут. Позже Мостовой вывел сборную России как капитан на товарищеский матч с Испанией. В следующем матче отборочного цикла против Франции россияне уступали 0:2, сумели сравнять счёт и всё равно проиграли 2:3 — в том матче Бышовец сделал акцент уже на атакующем футболе, и Александр Мостовой забил прямым ударом со штрафного мяч в ворота Бернара Лама во втором тайме. По оценке журналиста «Спорт-Экспресса» Алексея Матвеева, именно Мостовой был «главным козырем в колоде Бышовца». Но уже в следующей игре против Исландии, которую россияне сенсационно проиграли 0:1, Мостовой играл на позиции нападающего, не имея для этого навыков: ему помогал в нападении Егор Титов, также не игравший никогда на этой позиции.
После увольнения Бышовца команду принял ранее работавший с ней Олег Романцев. Под его руководством россияне выиграли в 1999 году пять отборочных встреч к чемпионату Европы 2000 года, в том числе победив 5 июня 1999 года сборную Франции в гостях со счётом 3:2. Мостовой вышел в стартовом составе против Франции, но уже на 26-й минуте был заменён Дмитрием Хохловым. Выяснилось, во время вечерней тренировки за день до матча он получил травму паха, из-за чего ему было очень больно вставать с кровати и ходить. Врачи решили, что Мостовой сыграет на уколах, однако Романцев вынужден был его заменить уже в первом тайме, поскольку Мостовой передерживал мяч и совершал слишком много ошибок. Травма повлияла на решение Романцева не вызывать Мостового на октябрьскую встречу против Украины, потому что тренер не был уверен в возможности того, что Мостовой отыграет все 90 минут. В итоге 9 октября 1999 года россияне в драматичной встрече упустили победу (ничья 1:1) и не попали даже в стыковые матчи.

### Чемпионат мира 2002
Мостовой выступал в отборочном цикле к чемпионату мира 2002 года, куда пробилась российская сборная. В игре против Словении 1 сентября 2001 года при счёте 1:1 на последних минутах английский судья Грэм Полл неожиданно назначил пенальти в ворота россиян, хотя ни зрители, ни спортивные журналисты не поняли оснований для назначения пенальти. Словенцы выиграли 2:1, а после финального свистка Александр Мостовой и Виктор Онопко чуть не подрались с арбитром, возмущаясь решением насчёт пенальти: хотя Мостовой в ряде интервью отрицал факт драки, это подтверждал Валерий Карпин. 4 сентября в канун матча против Фарерских островов Мостовой признался, что он и ещё группа людей после финального свистка обругали Полла «самыми плохими словами на разных языках». После игры группа футболистов во главе с Мостовым также высказала претензии к президенту РФС Вячеславу Колоскову, обвинив его в том, что он не защищал интересы сборной в должной мере. Полл же подал жалобу в ФИФА на поведение Мостового: 3 октября ФИФА дисквалифицировала Мостового на один матч (против Швейцарии 6 октября 2001 года) и оштрафовала на 5 тысяч франков. Несмотря на дисквалификацию, Россия победила Швейцарию 4:0 и вышла на чемпионат мира.
19 мая 2002 года в контрольном матче против Югославии — последнем перед чемпионатом мира в Корее и Японии — Мостовой уже на первой минуте получил травму правой ноги. Пытаясь пяткой остановить уходивший в аут мяч, Мостовой по инерции вылетел с травы на тартановую дорожку, а спустя мгновения схватился за бедро. По итогам обследования у Мостового был диагностирован микронадрыв мышцы задней поверхности правого бедра — травма, которая фактически выводила игрока из строя на период всего чемпионата мира. Романцев, не желая терять своего ключевого игрока и надеясь на скорейшее выздоровление, внёс Мостового в окончательную заявку. Он участвовал в тренировках сборной и обследованиях в Японии, тренируясь в общей группе, однако ни разу не участвовал в скоростных упражнениях и ни разу не бил с больной правой ноги. В итоге Мостовой не сыграл ни одного матча на групповом этапе, а сборная не вышла в плей-офф: по его словам, предчувствие того, что ему не удастся сыграть ни одной встречи, появилось уже после матча первого тура против Туниса. В канун игры третьего тура против Бельгии, по словам врача сборной Юрия Василькова, Мостовой уже стал получать не половину нагрузок, а полные нагрузки, поскольку прошёл 21 день с момента матча против Югославии, в котором он получил травму. В канун матча Романцев сообщал, что Мостовой участвовал на тренировках в контактных упражнениях и мог выйти либо в стартовом матче, либо во втором тайме. Однако игрок так и не вышел ни разу на поле.
По стечению обстоятельств, спустя 5 дней после возвращения сборной в Москву Александр Мостовой полностью восстановился от последствий травмы. Вскоре в российской общественности пошли слухи, что Александр Мостовой не сыграл в Японии отнюдь не по причине травмы, а из-за личного рекламного контракта с Pepsi, который в случае выхода игрока на поле якобы привёл бы к серьёзным штрафным санкциям в адрес Российского футбольного союза. Олег Романцев отрицал подобную версию, утверждая, что её стал распространять кто-то из РФС. В то же время Колосков признал, что проблемы с контрактом были, поскольку перед игрой с Бельгией представители компании Coca-Cola отправили факс с возмущением тому, что Мостовой вопреки условиям договора Coca-Cola со сборной России заключил контракт с их прямым конкурентом в лице Pepsi. Компания грозилась санкциями в виде возврата денег и штрафа РФС вне зависимости от того, сыграет ли Мостовой на чемпионате мира или нет. Сам игрок в разговоре с Колосковым утверждал, что не знал ни о каких договорённостях. Тем не менее контракт с Pepsi не имел никакого отношения к факту невыхода Мостового на игры чемпионата мира, поскольку его травма не была выдумкой.
Вечером 15 июня 2002 года журналисты «Спорт-Экспресс» Александр Просветов, Владимир Константинов, Александр Фёдоров и Константин Клещёв взяли небольшое интервью у Александра Мостового, незадолго до отъезда сборной из Симидзу. По словам Мостового, его состояние позволяло выйти ему на поле в лучшем случае на 15 минут. Невыход из группы сборной стал для него не только потрясением, но и ударом по репутации (хотя в итоге пострадала репутация всех игроков без исключения). В то же время Мостовой заявил, что он будет готов продолжить выступления за сборную, если того потребует тренер.

### Чемпионат Европы 2004
После того как Валерий Газзаев стал тренером российской сборной, Мостовой перестал туда приглашаться — новым тренером после назначения был опубликован список из 59 человек, из которых тот намеревался строить российскую сборную. Мостового в этом списке не оказалось, как и многих звёзд 1990-х — Газзаев обосновывал своё решение тем, что поколение «ветеранов» в случае выхода на чемпионат Европы не смогло бы там успешно выступить, прослойки среднего возраста в команде не было, а бросать в бой неопытную молодёжь было слишком рискованно. После увольнения Газзаева, проведшего серию провальных матчей, его сменил Георгий Ярцев, который вернул в сборную Мостового и ряд ветеранов. В матче против Швейцарии, завершившемся победой 4:1, Мостовой забил 4-й гол. В стыковых матчах сборная России играла против Уэльса, и в первой встрече, завершившейся со счётом 0:0, Мостовой заработал жёлтую карточку, лишившую его права сыграть в ответной стыковой встрече. Карточку Мостовой получил после того, как попытался разнять подравшихся Вадима Евсеева и Райана Гиггза (Гиггз, против которого Евсеев весь матч играл крайне жёстко, ударил своего оппонента по лицу). В ответном матче россияне выиграли 1:0, пробившись на чемпионат Европы, а сам Ярцев публично защищал и Александра Мостового, и Сергея Овчинникова, которые получили жёлтые карточки в домашнем матче с Уэльсом.
На самом чемпионате Европы 2004 года Александр Мостовой сыграл только в матче против Испании 12 июня 2004 года, в котором россияне проиграли 0:1, а после был отчислен из команды. Как выяснилось, на следующий день в испанской газете Marca появилось интервью Мостового со следующими тезисами — его команда сильно устала физически во втором тайме игры с испанцами; после тренировок россияне ощущали себя крайне уставшими; был риск того, что российская сборная не сможет выйти из группы. Похожие интервью появились в изданиях AS, Sport и El Mundo Deportivo, однако, по словам Дмитрия Аленичева, во всех газетах оно было напечатано с существенными искажениями от того, что действительно заявил Мостовой (первое интервью у него взяли радиожурналисты, а затем оно попало в газеты). В одном из последующих разговоров с журналистом «Спорт-Экспресса» Игорем Рабинером Мостовой привёл свою версию того, что сказал испанским журналистам — игрокам сборной не хватило свежести на матч; при подготовке к игре что-то могло быть сделано не так; сборная России при этом имела шансы сыграть вничью с испанцами. Он отрицал, что говорил что-либо о перспективах выступления сборной в группе и что эту тему раздула испанская пресса. Также он уверял, что назвал подготовку не «неправильной», а не совсем той к которой привык.
Версию о том, что у российской команды не было свежести, подтверждали Ролан Гусев и Дмитрий Аленичев, однако никаких чрезмерных физических нагрузок на тренировках не было. Неубедительную игру и поражение врач сборной Юрий Васильков связал с нервным перенапряжением, царившим первые 15 минут матча, а Аленичев говорил, что после удаления Романа Шаронова у россиян не оставалось сил на то, чтобы попытаться отыграться. Сам Ярцев на послематчевой пресс-конференции также заявил, что страх перед соперником и обилие предупреждений у россиян привели к тому, что они просто побоялись идти вперёд. Президент РФС Вячеслав Колосков, который присутствовал на тренировках российской сборной, заявил, что никакой усталости у игроков не было и что причина поражения крылась вовсе не в физической подготовке.
Мостовой говорил, что он и Аленичев давали интервью прессе сразу после матча, поговорив около 10 минут в присутствии более чем 30 журналистов. Команда вернулась в гостиницу подавленной, однако на ужине из руководства присутствовал только врач, следивший за тем, чтобы никто ничего не съел лишнего. Спустя некоторое время в номер позвонил менеджер сборной Чернов, заявивший о том, что в Интернете якобы появилось интервью Мостового с критикой тренерских качеств Ярцева, а позже Чернов сам появился в номере, сказав, что это интервью уже цитировали по телевидению на всех телеканалах. Мостовой и Аленичев крайне удивились, решив, что в тренерском штабе кого-то «перемкнуло совсем». В конце концов, в номер зашёл лично Ярцев, потребовавший от Мостового объяснений. Мостовой сказал Георгию Александровичу, что в своём интервью упоминал только отсутствие свежести у команды, а всё остальное без его ведома додумали журналисты; своё объяснение он повторил и тренеру вратарей Ринату Дасаеву. Тем не менее Ярцев был крайне возмущён поступком Мостового и заявил о том, что не хочет его видеть в сборной. Переубедить тренера не смог даже просивший за капитана команды Дмитрий Аленичев.
В итоге 15 июня, за 36 часов до игры с Португалией тренерский штаб российской команды принял решение исключить Александра Мостового из расположения команды. Это произошло в 9:45 по португальскому времени: спустя 15 минут сборная уехала из города Виламоура в Лиссабон, а Мостовой покинул отель Browns Club и на такси уехал в Виго. Позже, по словам Мостового, его приглашали на телемост с Москвой для обсуждения ситуации в сборной, но он отказался, решив, что это было выгодно только противникам пребывания Ярцева в сборной. Газета Marca даже предлагала игроку помочь разобраться со случившимся. Игорь Рабинер в разговорах с работниками сборной выяснил, что Мостовой в течение двух недель пребывания сборной в Португалии жаловался абсолютно на всё, а тренер прекрасно слышал все разговоры Мостового, поскольку тот жил в одном номере с Аленичевым, аккурат рядом с номером самого Ярцева.
Сразу после отстранения Мостового Ярцев на пресс-конференции заявил, что капитан сборной получил все благоприятные условия для подготовки к турниру, но подвёл тренера своим поступком. Он же сказал, что после случившегося взял сутки на размышление, чтобы решение о возможном отчислении не казалось принятым под влиянием эмоций. Спустя несколько лет Георгий Ярцев утверждал, что хотел пресечь повторение скандала на чемпионате Европы 1996 года, когда с тренерским штабом Олега Романцева в конфликт также ввязались ряд игроков; а сам Мостовой, по его мнению, сыграл крайне неубедительно с испанцами. Уже потом врач сборной Юрий Васильков признал, что решение Ярцева было принято сугубо на эмоциях и изначально являлось ошибочным. Конфликт Мостового и Ярцева не получил никакого развития, что подтвердилось их мирной встречей 4 мая 2008 года во время матча ветеранов «Спартака» и «Реала» — прощального матча Дмитрия Аленичева.

## Пляжный футбол
После окончания карьеры футболиста в 2005 году был игроком сборной России по пляжному футболу. В стартовом поединке отборочного турнира Чемпионата Европы-2005 сборная России по пляжному футболу одержала победу над командой Бельгии со счётом 5:2. Хет-трик записал на свой счёт Александр Мостовой.
Выиграл «серебро» в составе сборной на домашнем для неё Кубке Европы 2005 года.

## Стиль игры
Иногда Мостовому приходилось играть на позиции опорного полузащитника: в частности, на этой позиции он играл 25 апреля 2001 года в матче между сборными России и Югославии в отборе к чемпионату мира 2002 года. Однако со своей ролью Мостовой тогда успешно справился, выиграв центр поля и не уступив в борьбе «на втором этаже».

## Дальнейшая деятельность

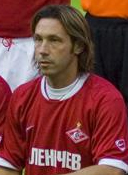
Мостовой в прощальном матче Дмитрия Аленичева, 2008 год

4 мая 2008 года Александр Мостовой принял участие в прощальном матче Дмитрия Аленичева, в котором встречались ветераны «Спартака» и ветераны «Реала». Игра закончилась вничью со счётом 4:4, а Александр забил гол на 31-й минуте.
После окончания карьеры футболиста он неоднократно высказывал своё желание и готовность возглавить футбольный клуб в качестве тренера.
Однако для начала тренерской карьеры требовалась тренерская лицензия UEFA Pro, к получению которой Мостовой не прикладывал долгое время усилий. Начиная с 2011 года, он по-разному объяснял свой отказ от стремления получить эту лицензию, начиная от сомнений в получении новых знаний на тренерских курсах до коррупционных схем получения этого документа другими специалистами. В январе 2023 года Мостовой сообщил, что готов возглавить только клуб РПЛ, пояснив, что «не для этого 20 лет в футбол играл, чтобы в низшей лиге в 53 года работать».

Готов ли я учиться? Многое я читал, многое слышал от ребят, которые учились в Высшей школе тренеров. Не в упрёк никому, но ничего нового мне про футбол не рассказали. Как взять мяч и ударить в девятку, объяснять не надо. А когда женщина показывает, как надо разминаться, лежать на правом боку и переворачиваться на левый — это смешно.
В июне 2020 года Мостовой открыл в Москве футбольную академию, которая носит его имя.
В июле 2022 года стало известно, что Мостовой станет тренером футбольной команды «Катюша» в Медиалиге. В конце месяца было объявлено, что тренером станет Руслан Пименов, в этот же день было анонсировано, что Мостовой возглавил клуб Fight Nights в Медиалиге. 4 августа назначение состоялось официально. Команда Мостового завершила сезон в Медиалиге на последнем месте. В декабре 2022 года Мостовой признался, что не тренировал команду:

Я её не тренировал. У нас есть тренерский штаб и тренер. Я просто был сверху, главный. Я не тренировал, занимались тренировками три человека.
В ноябре 2022 года стал участником шоу «Наследники и самозванцы» на телеканале ТВ3.
11 февраля 2023 года Мостовой заявил, что планирует получить тренерскую лицензию, однако для этого ему нужно найти спонсоров, так как обучение стоит около 1 млн рублей. В мае подал документы для обучения на тренера в академии РФС по специальной программе «А-УЕФА + B-УЕФА для профессиональных футболистов.

## Статистика
| Выступление      | Выступление      | Выступление      | Лига | Лига | Кубок | Кубок | Суперкубок | Суперкубок | Еврокубки | Еврокубки | Итого | Итого |
| Клуб             | Лига             | Сезон            | Игры | Голы | Игры  | Голы  | Игры       | Голы       | Игры      | Голы      | Игры  | Голы  |
| ---------------- | ---------------- | ---------------- | ---- | ---- | ----- | ----- | ---------- | ---------- | --------- | --------- | ----- | ----- |
| Красная Пресня   | Вторая лига      | 1986             | 19   | 7    | 1     | 0     | 0          | 0          | 0         | 0         | 20    | 7     |
| Красная Пресня   | Итого            | Итого            | 19   | 7    | 1     | 0     | 0          | 0          | 0         | 0         | 20    | 7     |
| Спартак (Москва) | Высшая лига      | 1987             | 18   | 6    | 4     | 0     | 0          | 0          | 4         | 3         | 26    | 9     |
| Спартак (Москва) | Высшая лига      | 1988             | 27   | 3    | 4     | 2     | 0          | 0          | 4         | 0         | 35    | 5     |
| Спартак (Москва) | Высшая лига      | 1989             | 11   | 3    | 2     | 0     | 0          | 0          | 2         | 0         | 15    | 3     |
| Спартак (Москва) | Высшая лига      | 1990             | 23   | 9    | 3     | 5     | 0          | 0          | 4         | 0         | 30    | 14    |
| Спартак (Москва) | Высшая лига      | 1991             | 27   | 13   | 2     | 1     | 0          | 0          | 7         | 3         | 36    | 17    |
| Спартак (Москва) | Итого            | Итого            | 106  | 34   | 15    | 8     | 0          | 0          | 23        | 6         | 144   | 48    |
| Бенфика          | Примейра         | 1992/93          | 9    | 0    | 0     | 0     | 0          | 0          | 3         | 0         | 12    | 0     |
| Бенфика          | Итого            | Итого            | 9    | 0    | 0     | 0     | 0          | 0          | 3         | 0         | 12    | 0     |
| Кан              | Лига 1           | 1993/94          | 15   | 3    | 1     | 0     | 0          | 0          | 0         | 0         | 16    | 3     |
| Кан              | Итого            | Итого            | 15   | 3    | 1     | 0     | 0          | 0          | 0         | 0         | 16    | 3     |
| Страсбур         | Лига 1           | 1994/95          | 29   | 6    | 6     | 1     | 0          | 0          | 0         | 0         | 35    | 7     |
| Страсбур         | Лига 1           | 1995/96          | 32   | 9    | 4     | 1     | 0          | 0          | 11        | 6         | 47    | 16    |
| Страсбур         | Итого            | Итого            | 61   | 15   | 10    | 2     | 0          | 0          | 11        | 6         | 82    | 23    |
| Сельта           | Примера          | 1996/97          | 31   | 5    | 6     | 1     | 0          | 0          | 0         | 0         | 37    | 6     |
| Сельта           | Примера          | 1997/98          | 34   | 8    | 3     | 1     | 0          | 0          | 0         | 0         | 37    | 9     |
| Сельта           | Примера          | 1998/99          | 33   | 6    | 2     | 1     | 0          | 0          | 7         | 3         | 42    | 10    |
| Сельта           | Примера          | 1999/00          | 26   | 6    | 0     | 0     | 0          | 0          | 7         | 2         | 33    | 8     |
| Сельта           | Примера          | 2000/01          | 30   | 9    | 3     | 2     | 0          | 0          | 9         | 2         | 42    | 13    |
| Сельта           | Примера          | 2001/02          | 30   | 9    | 0     | 0     | 0          | 0          | 1         | 3         | 31    | 12    |
| Сельта           | Примера          | 2002/03          | 27   | 5    | 0     | 0     | 0          | 0          | 4         | 1         | 31    | 6     |
| Сельта           | Примера          | 2003/04          | 24   | 6    | 2     | 0     | 0          | 0          | 8         | 2         | 34    | 8     |
| Сельта           | Итого            | Итого            | 235  | 54   | 16    | 5     | 0          | 0          | 36        | 13        | 287   | 72    |
| Алавес           | Сегунда          | 2004/05          | 1    | 1    | 0     | 0     | 0          | 0          | 0         | 0         | 1     | 1     |
| Алавес           | Итого            | Итого            | 1    | 1    | 0     | 0     | 0          | 0          | 0         | 0         | 1     | 1     |
| Всего за карьеру | Всего за карьеру | Всего за карьеру | 446  | 114  | 43    | 15    | 0          | 0          | 73        | 25        | 562   | 154   |

### Матчи Мостового за сборные СССР, СНГ и России
| Матчи Мостового за сборные СССР/СНГ/России | Матчи Мостового за сборные СССР/СНГ/России | Матчи Мостового за сборные СССР/СНГ/России | Матчи Мостового за сборные СССР/СНГ/России | Матчи Мостового за сборные СССР/СНГ/России | Матчи Мостового за сборные СССР/СНГ/России | Матчи Мостового за сборные СССР/СНГ/России |
| ------------------------------------------ | ------------------------------------------ | ------------------------------------------ | ------------------------------------------ | ------------------------------------------ | ------------------------------------------ | ------------------------------------------ |
| №                                          | Дата                                       | Оппонент                                   | Счёт                                       | Голы Мостового                             | Соревнование                               |                                            |
| 1                                          | 3 ноября 1990                              | Италия                                     | 0:0                                        | -                                          | Отборочные матчи ЧЕ-1992                   |                                            |
| 2                                          | 21 ноября 1990                             | США                                        | 0:0                                        | -                                          | Кубок Карибов 1992                         |                                            |
| 3                                          | 23 ноября 1990                             | Тринидад и Тобаго                          | 2:0                                        | -                                          | Кубок Карибов 1992                         |                                            |
| 4                                          | 30 ноября 1990                             | Гватемала                                  | 3:0                                        | 1                                          | Товарищеский матч                          |                                            |
| 5                                          | 6 февраля 1991                             | Шотландия                                  | 1:0                                        | -                                          | Товарищеский матч                          |                                            |
| 6                                          | 21 мая 1991                                | Англия                                     | 1:3                                        | -                                          | Товарищеский матч                          |                                            |
| 7                                          | 23 мая 1991                                | Аргентина                                  | 1:1                                        | -                                          | Товарищеский матч                          |                                            |
| 8                                          | 29 мая 1991                                | Кипр                                       | 4:0                                        | 1                                          | Отборочные матчи ЧЕ-1992                   |                                            |
| 9                                          | 13 июня 1991                               | Швеция                                     | 3:2                                        | -                                          | Товарищеский матч                          |                                            |
| 10                                         | 16 июня 1991                               | Италия                                     | 1:1                                        | -                                          | Товарищеский матч                          |                                            |
| 11                                         | 28 августа 1991                            | Норвегия                                   | 1:0                                        | 1                                          | Отборочные матчи ЧЕ-1992                   |                                            |
| 12                                         | 25 сентября 1991                           | Венгрия                                    | 2:2                                        | -                                          | Отборочные матчи ЧЕ-1992                   |                                            |
| 13                                         | 13 ноября 1991                             | Кипр                                       | 3:0                                        | -                                          | Отборочные матчи ЧЕ-1992                   |                                            |
| 14                                         | 19 февраля 1992                            | Испания                                    | 1:1                                        | -                                          | Товарищеский матч                          |                                            |
| 15                                         | 29 апреля 1992                             | Англия                                     | 2:2                                        | -                                          | Товарищеский матч                          |                                            |
| 16                                         | 28 октября 1992                            | Люксембург                                 | 2:0                                        | -                                          | Отборочные матчи ЧМ-1994                   |                                            |
| 17                                         | 28 апреля 1993                             | Венгрия                                    | 3:0                                        | -                                          | Отборочные матчи ЧМ-1994                   |                                            |
| 18                                         | 6 октября 1993                             | Саудовская Аравия                          | 4:2                                        | 2                                          | Товарищеский матч                          |                                            |
| 19                                         | 17 ноября 1993                             | Греция                                     | 1:0                                        | -                                          | Отборочные матчи ЧМ-1994                   |                                            |
| 20                                         | 29 мая 1994                                | Словакия                                   | 2:1                                        | -                                          | Товарищеский матч                          |                                            |
| 21                                         | 24 июня 1994                               | Швеция                                     | 1:3                                        | -                                          | Финальные матчи ЧМ-1994                    |                                            |
| 22                                         | 8 марта 1995                               | Словакия                                   | 1:2                                        | -                                          | Товарищеский матч                          |                                            |
| 23                                         | 26 апреля 1995                             | Греция                                     | 3:0                                        | -                                          | Отборочные матчи ЧЕ-1996                   |                                            |
| 24                                         | 16 августа 1995                            | Финляндия                                  | 6:0                                        | -                                          | Отборочные матчи ЧЕ-1996                   |                                            |
| 25                                         | 6 сентября 1995                            | Фарерские острова                          | 5:2                                        | 1                                          | Отборочные матчи ЧЕ-1996                   |                                            |
| 26                                         | 11 октября 1995                            | Греция                                     | 2:1                                        | -                                          | Отборочные матчи ЧЕ-1996                   |                                            |
| 27                                         | 15 ноября 1995                             | Финляндия                                  | 3:1                                        | -                                          | Отборочные матчи ЧЕ-1996                   |                                            |
| 28                                         | 7 февраля 1996                             | Мальта                                     | 2:0                                        | -                                          | Товарищеский матч                          |                                            |
| 29                                         | 9 февраля 1996                             | Исландия                                   | 3:0                                        | -                                          | Товарищеский матч                          |                                            |
| 30                                         | 27 марта 1996                              | Ирландия                                   | 2:0                                        | 1                                          | Товарищеский матч                          |                                            |
| 31                                         | 24 апреля 1996                             | Бельгия                                    | 0:0                                        | -                                          | Товарищеский матч                          |                                            |
| 32                                         | 24 мая 1996                                | Катар                                      | 5:2                                        | 1                                          | Товарищеский матч                          |                                            |
| 33                                         | 11 июня 1996                               | Италия                                     | 1:2                                        | -                                          | Финальные матчи ЧЕ-1996                    |                                            |
| 34                                         | 16 июня 1996                               | Германия                                   | 0:3                                        | -                                          | Финальные матчи ЧЕ-1996                    |                                            |
| 35                                         | 19 июня 1996                               | Чехия                                      | 3:3                                        | 1                                          | Финальные матчи ЧЕ-1996                    |                                            |
| 36                                         | 10 ноября 1996                             | Люксембург                                 | 4:0                                        | -                                          | Отборочные матчи ЧМ-1998                   |                                            |
| 37                                         | 29 марта 1997                              | Кипр                                       | 1:1                                        | -                                          | Отборочные матчи ЧМ-1998                   |                                            |
| 38                                         | 19 августа 1998                            | Швеция                                     | 0:1                                        | -                                          | Товарищеский матч                          |                                            |
| 39                                         | 5 сентября 1998                            | Украина                                    | 2:3                                        | -                                          | Отборочные матчи ЧЕ-2000                   |                                            |
| 40                                         | 23 сентября 1998                           | Испания                                    | 0:1                                        | -                                          | Товарищеский матч                          |                                            |
| 41                                         | 10 октября 1998                            | Франция                                    | 2:3                                        | 1                                          | Отборочные матчи ЧЕ-2000                   |                                            |
| 42                                         | 14 октября 1998                            | Исландия                                   | 0:1                                        | -                                          | Отборочные матчи ЧЕ-2000                   |                                            |
| 43                                         | 19 мая 1999                                | Беларусь                                   | 1:1                                        | 1                                          | Товарищеский матч                          |                                            |
| 44                                         | 5 июня 1999                                | Франция                                    | 3:2                                        | -                                          | Отборочные матчи ЧЕ-2000                   |                                            |
| 45                                         | 16 августа 2000                            | Израиль                                    | 1:0                                        | -                                          | Товарищеский матч                          |                                            |
| 46                                         | 2 сентября 2000                            | Швейцария                                  | 1:0                                        | -                                          | Отборочные матчи ЧМ-2002                   |                                            |
| 47                                         | 11 октября 2000                            | Люксембург                                 | 3:0                                        | -                                          | Отборочные матчи ЧМ-2002                   |                                            |
| 48                                         | 28 февраля 2001                            | Греция                                     | 3:3                                        | -                                          | Товарищеский матч                          |                                            |
| 49                                         | 28 марта 2001                              | Фарерские острова                          | 1:0                                        | 1                                          | Отборочные матчи ЧМ-2002                   |                                            |
| 50                                         | 25 апреля 2001                             | Югославия                                  | 1:0                                        | -                                          | Отборочные матчи ЧМ-2002                   |                                            |
| 51                                         | 2 июня 2001                                | Югославия                                  | 1:1                                        | -                                          | Отборочные матчи ЧМ-2002                   |                                            |
| 52                                         | 6 июня 2001                                | Люксембург                                 | 2:1                                        | -                                          | Отборочные матчи ЧМ-2002                   |                                            |
| 53                                         | 15 августа 2001                            | Греция                                     | 0:0                                        | -                                          | Товарищеский матч                          |                                            |
| 54                                         | 1 сентября 2001                            | Словения                                   | 2:1                                        | -                                          | Отборочные матчи ЧМ-2002                   |                                            |
| 55                                         | 14 ноября 2001                             | Латвия                                     | 3:1                                        | -                                          | Товарищеский матч                          |                                            |
| 56                                         | 13 февраля 2002                            | Ирландия                                   | 0:2                                        | -                                          | Товарищеский матч                          |                                            |
| 57                                         | 27 марта 2002                              | Эстония                                    | 1:2                                        | -                                          | Товарищеский матч                          |                                            |
| 58                                         | 17 апреля 2002                             | Франция                                    | 0:0                                        | -                                          | Товарищеский матч                          |                                            |
| 59                                         | 19 мая 2002                                | Югославия                                  | 0:0                                        | -                                          | Кубок LG 2002                              |                                            |
| 60                                         | 6 сентября 2003                            | Ирландия                                   | 1:1                                        | -                                          | Отборочные матчи ЧЕ-2004                   |                                            |
| 61                                         | 10 сентября 2003                           | Швейцария                                  | 4:1                                        | 1                                          | Отборочные матчи ЧЕ-2004                   |                                            |
| 62                                         | 11 октября 2003                            | Грузия                                     | 3:1                                        | -                                          | Отборочные матчи ЧЕ-2004                   |                                            |
| 63                                         | 15 ноября 2003                             | Уэльс                                      | 0:0                                        | -                                          | Отборочные матчи ЧЕ-2004                   |                                            |
| 64                                         | 25 мая 2004                                | Болгария                                   | 2:2                                        | -                                          | Товарищеский матч                          |                                            |
| 65                                         | 12 июня 2004                               | Испания                                    | 0:1                                        | -                                          | Финальные матчи ЧЕ-2004                    |                                            |

Итого: 65 матчей / 13 голов; 33 победы, 19 ничьих, 13 поражений.

## Достижения

### Командные
«Спартак» (Москва)
- Чемпион СССР (2): 1987, 1989
- Обладатель Кубка Федерации футбола СССР: 1987

«Бенфика»
- Обладатель Кубка Португалии: 1993

«Страсбур»
- Обладатель Кубка Интертото: 1995[137]

«Сельта»
- Обладатель Кубка Интертото: 2000

Сборная СССР (до 23 лет)
- Победитель Чемпионата Европы: 1990

### Личные
- Обладатель приза «Лучшему дебютанту» чемпионата СССР: 1987
- Награждён медалью «80 лет Госкомспорта России»
- Член Клуба 100 российских бомбардиров
- Член Клуба Григория Федотова
- Член Клуба Игоря Нетто
- Второй футболист СССР 1991 года (приз еженедельника «Футбол-Хоккей», по опросу журналистов)
- Третий футболист СССР 1990 года (приз еженедельника «Футбол-Хоккей», по опросу журналистов)
- В списке 33 лучших футболистов сезона в СССР (1): № 1 — 1991

## Личная жизнь
В 1991 году Мостовой заключил фиктивный брак с гражданкой Португалии, чтобы получить португальское гражданство и не считаться легионером в составе «Бенфики». В дальнейшем свою официальную супругу-португалку он больше не видел.
Состоял в отношениях с француженкой Стефани, с которой познакомился в Страсбурге, у пары двое детей — Александр (род. 1996) и Эмма.

## Оценки
«Для меня он по-прежнему Мост — грандиозный футболист, который на носовом платке в „Олимпийском“ обвел шестерых игроков харьковского „Металлиста“ и забил один из самых невероятных голов, которые я видел в жизни».
— Игорь Рабинер

«Мостовой — выдающийся игрок».
— Анатолий Бышовец